# Panguragan
Panguragan is een bestuurslaag in het regentschap Cirebon van de provincie West-Java, Indonesië. Panguragan telt 5007 inwoners (volkstelling 2010).